# Sant Salvador de Vergós
Sant Salvador de Vergós és una església renaixentista de Vergós, al municipi de Cervera (Segarra) inclosa a l'Inventari del Patrimoni Arquitectònic de Catalunya.

## Descripció
Edifici realitzat a base de carreus de pedra que ha sofert algunes modificacions.
A la façana hi ha una portalada amb dues columnetes esculpides que semblen suportar un frontispici rematat per boles. Pel damunt un ull de bou i a la part superior una espadanya doble d'obra. A l'interior, una nau coberta amb volta d'aresta, els nervis de la qual es recolzen a les parets amb cartel·les. Claus a les voltes. Té quatre trams, quatre capelles laterals i cor als peus.

## Història
Al segle xv ja tenia categoria de parròquia. La guerra civil contra Joan II assolà les construccions escampades del seu terme i l'església restà quelcom apartada i solitària, cosa que feu decidir els veïns de Vergós a construir-ne una de nova, prop del poble i del camí ral, acabada el 1607. Hom hi portà el retaule de la vella, però els consellers de Cervera obligaren a tornar-lo al seu lloc, fins que la visita pastoral del 1626 va fer que fos incorporat definitivament al nou temple, que rebé també l'advocació de Sant Salvador.